# Sebastian Ernst
Sebastian Ernst (Gelsenkirchen, 11 oktober 1984) is een Duitse sprinter die gespecialiseerd is in de 200 m. Hij heeft aan meerdere internationale kampioenschappen deelgenomen en is Duits indoorrecordhouder op de 200 m.

## Biografie
De internationale carrière van Ernst kwam op gang in 2001, waar hij op 16-jarige leeftijd aan de 100 m en de 200 m van de wereldkampioenschappen voor B-junioren deelnam. Hij kwam bij beide afstanden niet verder dan de halve finale. In 2002 finishte hij als zesde op het WK junioren. In 2003 won hij zijn enige internationale toernooi: het EK junioren. Ook werd hij tweede bij de 4 x 100 m estafette. Zijn persoonlijk record van 20,36 seconden liep hij in de voorrondes van de Olympische Spelen van 2004 in Athene. Hiermee staat hij derde tussen andere Duitse 200-meter lopers achter Tobias Unger en Frank Emmelmann.
In 2005 won hij een zilveren medaille op de 200 m in 20,58 seconden achter de Fransman David Alerte (goud) en voor de Italiaan Koura Kaba Fantoni (brons) bij de Europese kampioenschappen voor neo-senioren. Op de 4 x 100 m estafette bereikte hij een eenzelfde klassering. Een jaar later werd Ernst vijfde op de Europese kampioenschappen atletiek 2006 met zijn teamgenoten Alexander Kosenkow, Marius Broening and Ronny Ostwald op de estafette. Individueel deed hij daar mee aan de 200 m, waar hij de halve finale bereikte. 
In de jaren 2007, 2008 en 2009 was het stil rondom Sebastian Ernst. Hij wist zich niet te kwalificeren voor internationale toernooien tot de Europese kampioenschappen van 2010, waar hij strandde in de halve finale op de 200 m. Ernst verraste in het indoorseizoen 2010/2011. Hij werd Duits indoorkampioen op de 200 m en op dezelfde afstand verbeterde hij zijn indoorrecord met een halve seconde tot een nieuw nationaal record van 20,42 s. Tijdens de wereldkampioenschappen van Daegu, kon Ernst niet in de buurt van deze tijd lopen en moest hij het toernooi verlaten na de kwalificatieronde. 
Ernst deed in 2012 mee aan de Europese kampioenschappen van Helsinki, waar hij op de 200 m in de halve finale werd uitgeschakeld.
Sebastian Ernst is aangesloten bij sportvereniging TV Wattenscheid 01 en sinds 2005 bij Schalke 04.

## Titels
- Duits kampioen 200 m - 2006
- Duits indoorkampioen 200 m - 2011
- Europees juniorenkampioen 200 m - 2003

## Persoonlijke records
Indoor
| Onderdeel | Prestatie | Datum            | Plaats    |
| --------- | --------- | ---------------- | --------- |
| 60 m      | 6,72 s    | 7 februari 2009  | Bielefeld |
| 200 m     | 20,42 s   | 27 februari 2011 | Leipzig   |

Outdoor
| Onderdeel | Prestatie | Datum            | Plaats |
| --------- | --------- | ---------------- | ------ |
| 100 m     | 10,36 s   | 29 mei 2004      | Zeven  |
| 200 m     | 20,36 s   | 24 augustus 2004 | Athene |

## Palmares

### 100 m
- 2001: 6e in 1/2 fin. WK voor B-junioren - 10,84 s
- 2006: 9e European Cup Super League - 11,23 s

### 200 m
- 2001: 7e in 1/2 fin. WK voor B-junioren - 21,84 s
- 2002: 6e WJK - 21,00 s
- 2003:  EJK - 20,63 s
- 2004: 3e in 1/2 fin. WK indoor - 21,02 s
- 2004: 5e Europacup - 20,63 s
- 2004: 5e in 1/2 fin. OS - 20,63 s
- 2005:  EK voor neo-senioren - 20,58 s
- 2005: 7e in 1/4 fin. WK - 21,54 s
- 2006: 6e in 1/2 fin. EK - 21,04 s
- 2010: 8e in 1/2 fin. EK - 20,95 s
- 2011: 6e in series WK - 20,95 s
- 2012: 5e in 1/2 fin. EK - 20,91 s

### 4 x 100 m
- 2003:  EJK - 40,41 s
- 2005:  EK voor neo-senioren - 39,12 s
- 2006: 5e EK - 39,38 s